# 耆齡 (紅帶子)
覺羅耆齡（1804年—1863年，即清嘉慶9年－同治2年 ) ，字九峰，爱新觉罗氏，满洲正黃旗人。清朝官员，举人出身。

## 生平
初授工部筆帖式，中式道光十七年舉人，升刑部主事，累遷郎中。出為江西廣信知府、南安府知府。歷署建昌、撫州、吉安、袁州等地知府。咸豐三年，守禦南昌，賜花翎。尋補贛州知府。五年，擢吉南贛寧道。六年，擢布政使，命駐防饒州。七年，江西巡撫文俊罷官，擢耆齡為巡撫。九年九月，調廣東巡撫。太平軍翟明開自南雄攻江西安遠，耆齡遣兵越境解圍。十一年，太平軍攻入福建，陷武平，耆齡分兵收復。同治元年，督軍入福建增援浙江，擢閩浙總督。攻克處州、縉雲、奉化。二年，再攻湯溪、永康、武義、龍游、蘭谿等縣，及金華府城，浙東略定。調福州將軍。不久逝世，諡恪慎。《清史稿·列傳二百十四》卷427有传。
擅长绘画，工篆刻，亦能作指画；《景行录》记其“通六法，所画巨石，笔力雄健，而士气盎然”。著《与天游室印谱》（据《绘境轩读画记》）。

## 家庭
- 先祖索長阿。
- 太高祖觉罗錫達禮，騎都尉，康熙八年授頭等侍衛。胞弟三等輕車都尉祜稜格，內大臣務默訥。
- 高祖觉罗察爾謹（1652年-1723年），康熙八年授三等侍衛，康熙十六年五月緣事革職。嫡妻納喇氏頭等侍衛楊岱之女（据《愛新覺羅宗譜》网）。胞兄二等輕車都尉祜章阿，三等輕車都尉哈爾謹。
- 曾祖觉罗明新。曾祖母納喇氏（父喇巴）。
- 祖父觉罗德敏（字西齋、新園），刑部員外郎。
- 祖母葉赫那拉氏（父鑲紅旗滿洲、甘肃与湖南巡撫常鈞，著《清话问答四十条》（1758）、《敦煌杂钞》；胞伯漕运总督、浙江巡抚纳兰常安，著诗文集《受宜堂集》、《受宜堂駐淮集》；胞兄乾隆十六年（1751年）辛未科繙譯進士那淳（榜名常世宁?），其子乾隆五十四年（1789年）己酉科三甲進士達林）。
- 父覺羅善廉（字怡庵，1764年-1841年），盛京錦州府知府、湖北道员。嫡妻瓜爾佳氏主事那彥之女，繼妻錫塔拉氏總兵錫英之女。与内务府镶黄旗汉军、乾隆六十年（1795年）乙卯恩科进士高鹗交友。
- 胞兄嘉慶庚午科舉人覺羅增齡（字松岩、松崖，1790-1843），道光九年山东历城县知县、山東知州，师从高鹗，为后者的《月小山房遺稿》作序。嫡妻张氏，其父内務府正黃旗漢軍、乾隆壬子科舉人椿齡，母徐氏（父正白旗汉军徐峻德，胞叔乾隆己亥科舉人徐秉鑑，嫡堂兄道光乙未（1835）科進士長喆，嫡堂姊徐氏嫁镶黄旗汉军、吏部尚书郝玉麟之曾孙郝沾）；堂伯乾隆壬辰科進士文敏公百齡。繼妻瓜爾佳氏副將慶令之女。子觉罗成啓（母张氏），兵部郎中。
- 嫡妻諾敏氏。其父正黃旗蒙古、廣西按察使多容安；胞兄道光戊戌科進士恩麟，其女諾敏氏，嫁鑲紅旗滿洲、江蘇揚州府知府瓜爾佳氏嵩峋（著有《有不為齋詩集》）；胞姊諾敏氏，嫁鑲紅旗滿洲、道光戊戌进士瓜爾佳氏蘇清阿。

## 延伸阅读
[在维基数据编辑]
 《清史稿/卷427》，出自趙爾巽《清史稿》